# Avià
Avià (spanisch Aviá) ist ein Ort und eine Gemeinde (municipi) mit 2.243 Einwohnern (Stand: 2024) in der Comarca Berguedà in der Provinz Barcelona in der Autonomen Region Katalonien. Zur Gemeinde gehören auch die Dörfer bzw. Weiler Barri de la Creu, Cal Rosal, Graugés, Molí del Castell, Obiols und La Plana.

## Lage
Der Ort Avià liegt in einer Höhe von etwa 680 Metern ü. d. M. in der Berglandschaft der Comarca Berguedà im Norden Kataloniens. Die Stadt Manresa liegt etwa 50 Kilometer (Fahrtstrecke) südlich; Berga, der Hauptort der Comarca, befindet sich etwa fünf Kilometer nordöstlich. Der Riu Llobregat bildet bei Cal Rosal die östliche Grenze der Gemeinde.

## Bevölkerungsentwicklung
| Jahr      | 1960  | 1970  | 1981  | 1990  | 2000  | 2010  |
| Einwohner | 2.237 | 1.886 | 1.827 | 1.778 | 1.893 | 2.258 |

In der zweiten Hälfte des 19. Jahrhunderts lag die Zahl der Einwohner der Gemeinde bei etwa 1.000. Der Bevölkerungsrückgang seit den 1970er Jahren hängt wesentlich zusammen mit der zunehmenden Mechanisierung der Landwirtschaft, der sukzessiven Schließung mehrerer Textilmanufakturen und dem daraus resultierenden Verlust von Arbeitsplätzen.

## Wirtschaft
Früher lebten die Einwohner hauptsächlich als Selbstversorger von der Landwirtschaft, zu der auch der Anbau von Wein und die Haltung von Vieh (v. a. Schafe und Ziegen) gehörte. Bereits im ausgehenden Mittelalter fungierte Avià auch als handwerkliches und merkantiles Zentrum für die Dörfer und Einzelgehöfte (masies) in der Umgebung. Seit dem 18. Jahrhundert waren auf dem Gemeindegebiet mehrere kleine und mittelgroße Textilmanufakturen ansässig, die ihre Produktion jedoch sukzessive seit den 1960er Jahren eingestellt haben. Seitdem spielt der Tourismus in Form der Vermietung von Ferienwohnungen (cases rurals) eine nicht unbedeutende Rolle für die Einnahmen der Gemeinde.

## Geschichte
Aus prähistorischer, iberischer und römisch-antiker Zeit sind bislang keine Siedlungsspuren nachgewiesen. Gräber aus westgotischer Zeit wurden im Umfeld der Kirche Sant Vicenç von Obiols freigelegt. Bereits im 9. und 10. Jahrhundert wurde die nahezu entvölkerte Region durch die Grafen von Barcelona aus den Händen des Islam zurückerobert (reconquista), wiederbesiedelt (repoblación) und mit Burgen (castells), Klöstern (monastirs) und Kirchen (esglésies oder ermitas) gesichert.

## Sehenswürdigkeiten
Avià

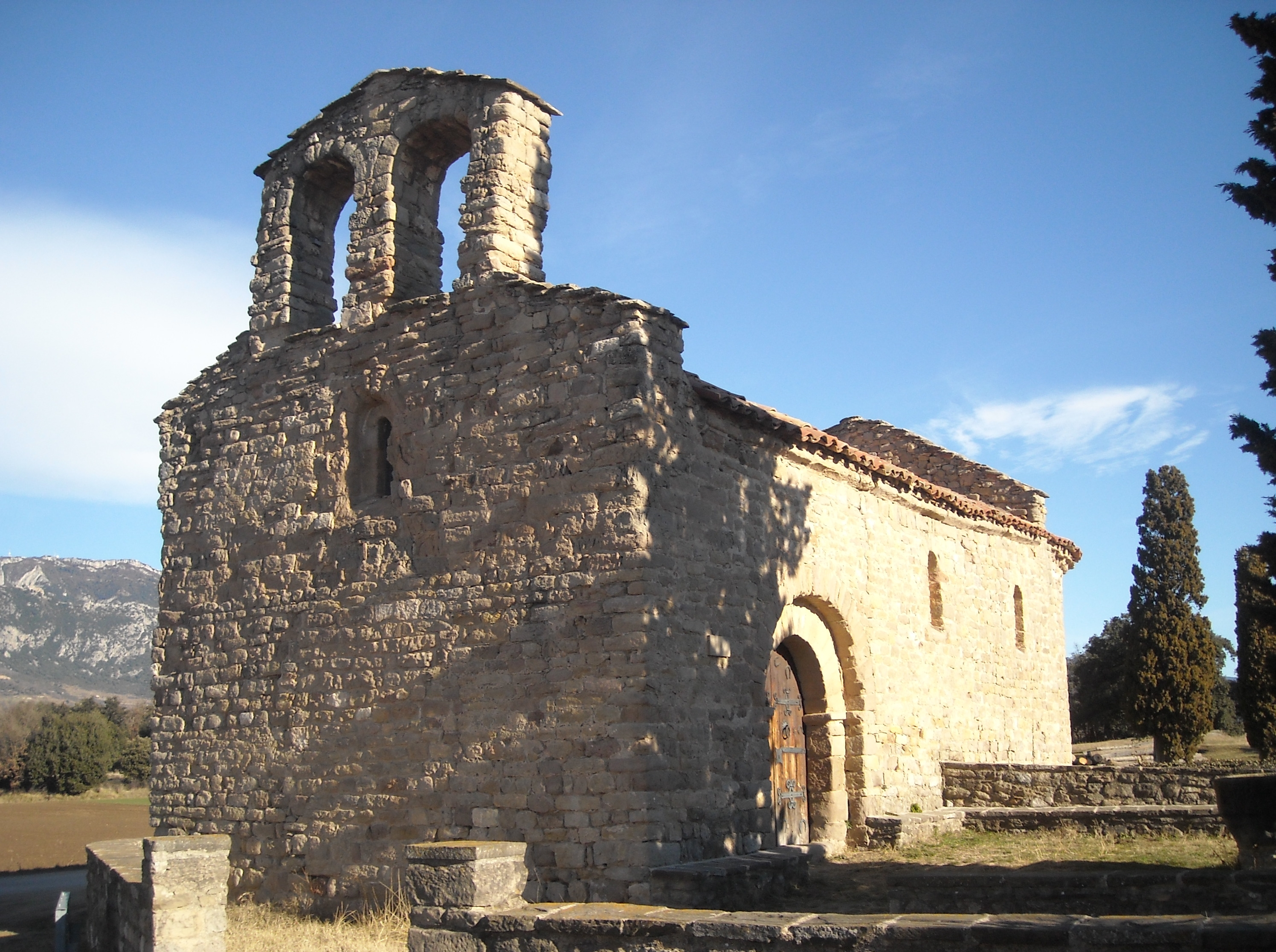
Avià – Església de Santa Maria

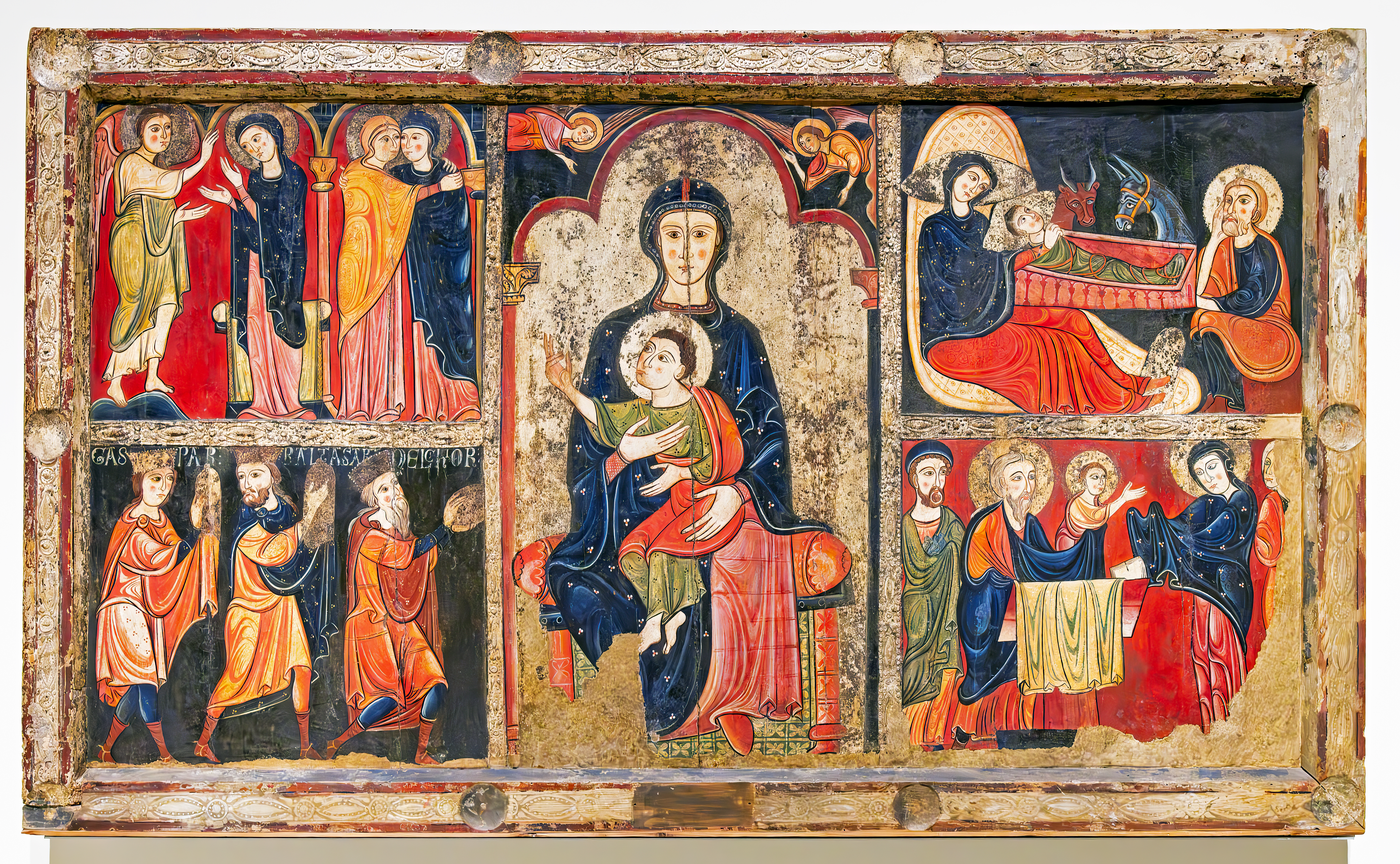
Avià – Església de Santa Maria, Antependium

Die aus halbwegs exakt behauenen Steinen errichtete romanische Kirche Santa Maria steht etwa einen Kilometer außerhalb des Ortes. Über der schmucklosen und nur von einem schmalen Fenster durchbrochenen Westfassade erhebt sich ein zweigeteilter Glockengiebel (espadanya); das einfach zurückgestufte Portal befindet sich auf der Südseite. Auch die Apsis ist ungegliedert und schmucklos. Das einschiffige Innere ist von einem Tonnengewölbe bedeckt; die Apsis zeigt die übliche Kalottenwölbung. Die etwa um 1200 entstandene ehemalige Altarvorderseite (Antependium) mit vier Szenen aus der Kindheit Jesu (Mariä Heimsuchung, Christuskind in der Krippe mit Josef zu seinen Füßen sowie Ochs und Esel im Hintergrund, Anbetung der Könige, der Darstellung des Herrn) und Maria mit dem sich den Königen zuwendenden Kind auf dem Schoß wurde von einem unbekannten Meister auf Holztafeln gemalt. Sie gehört heute zu den Schätzen des Museu Nacional d’Art de Catalunya (MNAC) in Barcelona.
Obiols

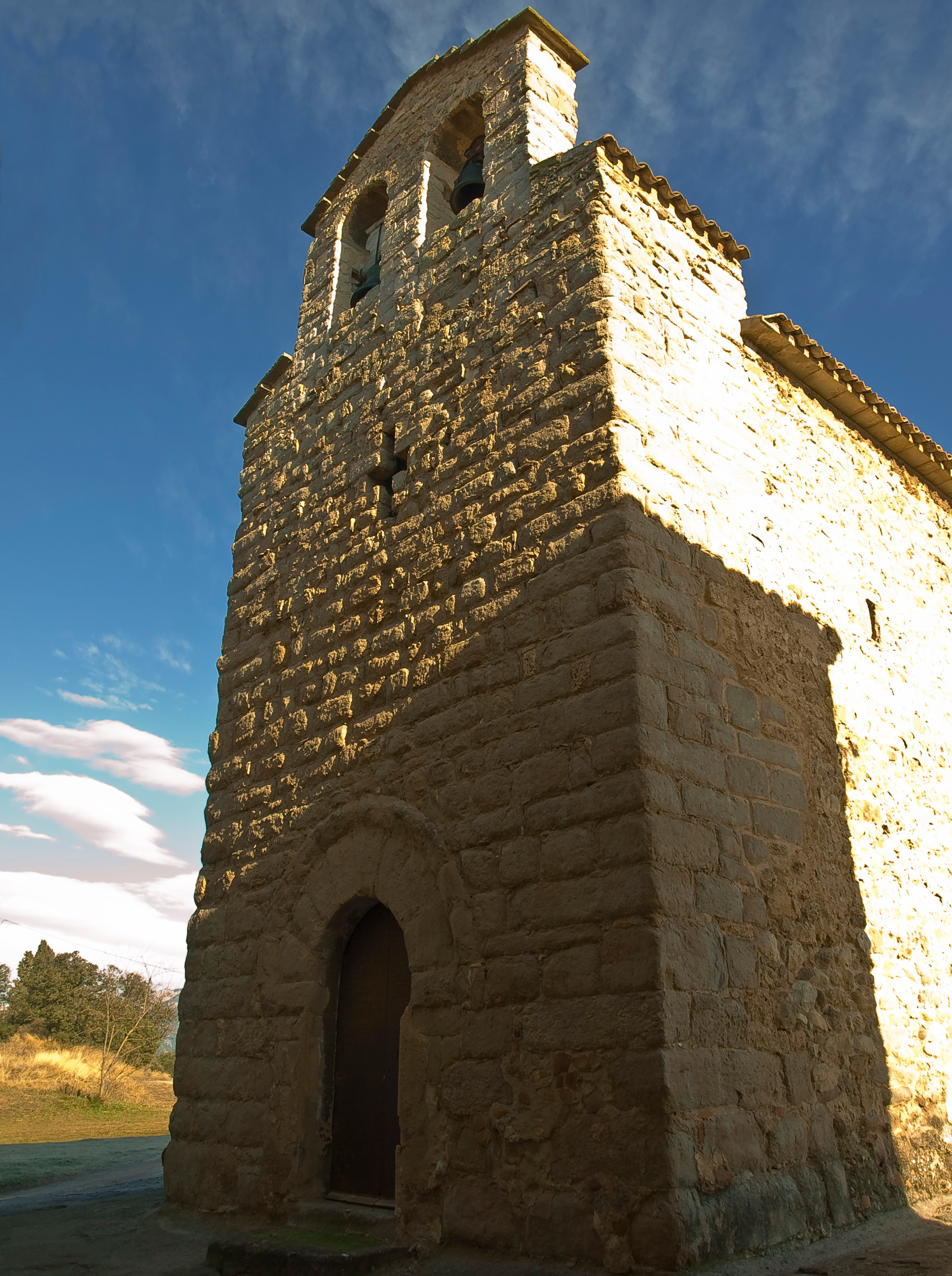
Obiols – Església Sant Vicenç, Westfassade mit Glockengiebel

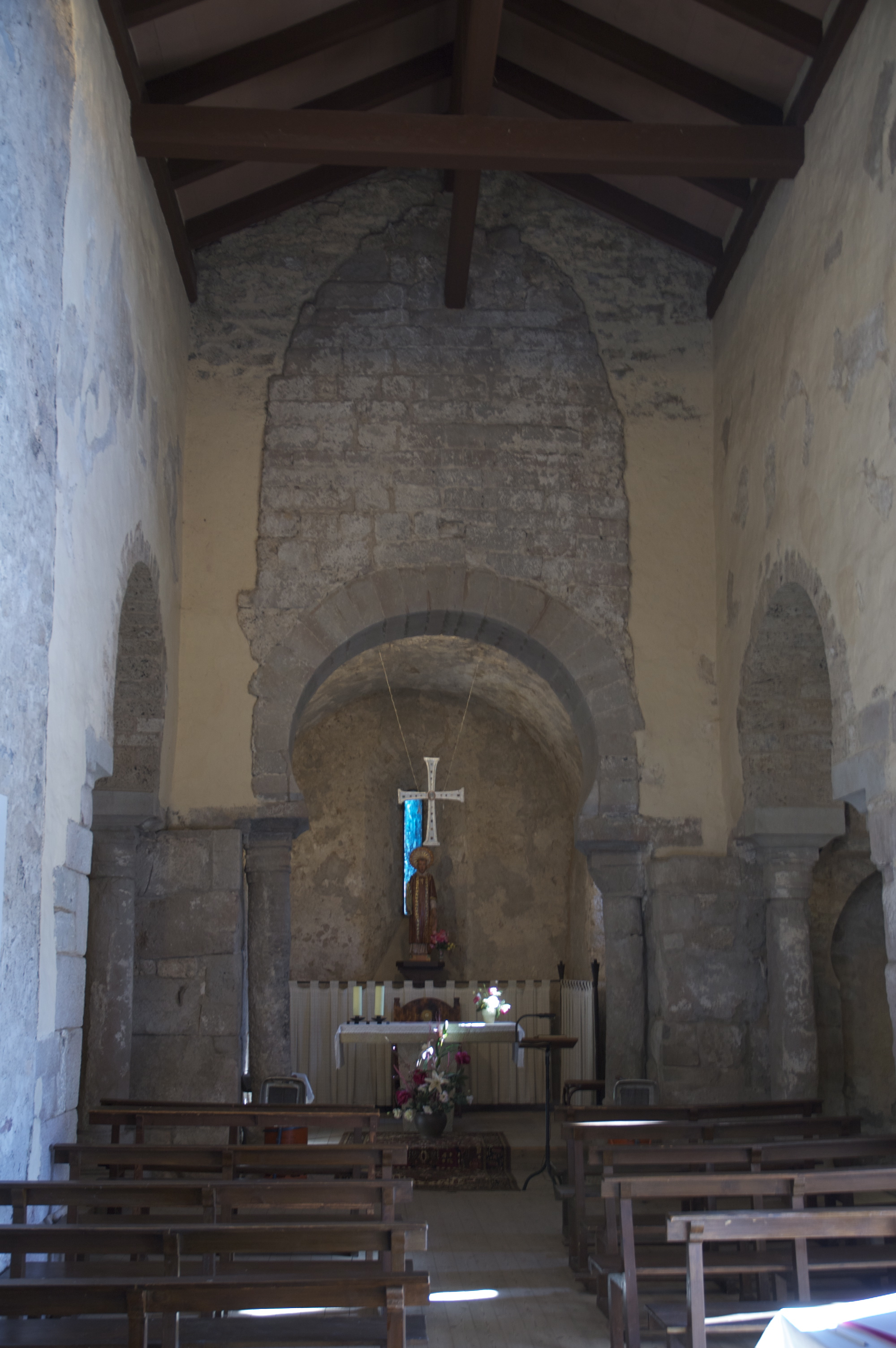
Obiols – Església Sant Vicenç, Kirchenschiff

Das unterschiedliche Steinmaterial der in Teilen möglicherweise präromanischen Kirche Sant Vicenç in Obiols lässt auf mehrere aufeinanderfolgende Bauphasen bzw. Umbauten schließen. Der ungewöhnlich hohe Bau ist außen wie innen vollkommen schmucklos. Eine kreuzförmige Fensteröffnung findet sich in der Westfassade, die mit einem Glockengiebel (espadanya) abschließt; die Langhausfenster liegen außergewöhnlich hoch. Apsis und Querhausarme sind rechteckig. Das Innere ist von einer Holzdecke überspannt; lediglich Apsis und Querhaus sind tonnengewölbt. Die Übergänge zur Apsis und den beiden Querhausarmen sind durch freistehende Säulen und Hufeisenbögen besonders hervorgehoben. In den Jahren 1959 bis 1962 erfolgte eine umfassende Restaurierung, bei der eine frühe, allerdings nur hypothetisch erschlossene Bauphase wiederhergestellt wurde. Um die Kirche herum befindet sich ein frühmittelalterlicher Friedhof mit mehreren anthropomorph gestalteten Steinkistengräbern; in einem der Gräber wurde eine Goldmünze des Westgotenherrschers Egica (reg. 687–702) gefunden.
Cal Rosal
- Etwa 400 Meter südlich des Ortes überspannt eine einbogige Brücke aus dem 17. oder 18. Jahrhundert den Riu Llobregat.